# Protonarthron tuberculicolle
Protonarthron tuberculicolle là một loài bọ cánh cứng trong họ Cerambycidae.